# Pîrlița, Fălești
Pîrlița este un sat din raionul Fălești, Republica Moldova.

## Geografie
Pârlița se află hotarul dintre Câmpia Bălților și Câmpia Prutului de Mijloc, având următoarele vârfuri Movila lui Bireșă, Fundoaia, Hârtop, Teioasa.

## Istorie

### Perioada medievală
Conform unor date istorice își are începutul rădăcinilor în anii 1640-1660, însă în Republica Moldova există două sate ce poartă aceiași denumire.
Conform unor date și cărților vechi, satul Pârlița din raionul Fălești a fost înființat și înregistrat după moartea lui Vasile Lupu în 1660. Înainte de a se numi Pârlița acest sat se numea Frumușica, care se situa pe valea Răutului ,pe loc de pădure unde acum se amplasează s. Răuțel. Și după cum vorbesc unele legende s. Frumușica în timpul invaziei tataro-turcească, a fost ars până la temelii. După acesta el s-a numit Pârlița de la cuvântul „pârlit” sau „a pârli” deoarece el a fost ars sau țărănește pârlit și de aceea el s-a numit în popor , după invazie satul pârlit și de aici s-a luat satul Pîrlița. 
În 1788 în satul Pârlița a fost ridicată o bisericuță din lemn.

### Perioada țaristă
Oamenii rămași si-au schimbat locul de trai pe dealul care făcea parte din Volostea Sloboziei-Bălți la o distanță de 10 km de or. Bălți. Satul de la început avea 155 case cu 1055 locuitori. Tot pe acea vreme sătenii aveau 1549 desetine de teren, în timp ce moșierul Leontie avea 2788 desetine de pământ. 

### Perioada românească
Anuarul Eparhiei Chișinăului și Hotinului publica în 1922, notează în satul Pârliții Biserica Sfântul Arhanghel Mihail, zidită din piatră în 1881, și 268 de gospodării de români, casă de preot. Preot paroh slujea Pavel Severin, de 51 de ani, absolvent al seminarului teologic, în serviciu pe loc din anul 1904. Cântăreț la biserică era Teodor Antonovici, de 37 de ani, în serviciu pe loc din anul 1913.
Datele statistice din anul 1923, înregistrează în satul Pârlița 430 de gospodării, 440 de case, 430 de bărbați 947 și 984 de femei. Însemnările economico-sociale înregistrează o gospodărie boierească (1 casă locuită), 1 cârciumă, 1 cooperativă agricolă, cooperativă de consum, școală primară mixtă, biserică ortodoxă, poștă rurală, primărie. Funcția de primar era executată de Ciorată Ioan, notar — Zaganov Axente, învățător — Antonovici Vladimir.
În data de 01.01.1925, fost intrat în vigoare Legea pentru unificarea administrativă a României, conform căreia satul Pârlița a devenit reședință de comună, în cadrul plășii Slobozia-Bălți, județul Bălți. În componența comunei a fost inclus și satul Răuțel. În anul 1929 a fost implementată o nouă reformă adminsitrativă, prin care au fost comasate unele unități administrativ-teritoriale. Astfel, comuna Pârliții de Sus a fost lărgită prin includerea satelor Funduri, Funduri Noi și Răuțel.
La recensământul general al populației din 1930, în satul Pârliți au fost înregistrați 1763 locuitori, inclusiv 1628 români; 1 maghiar, 75 ruși; 2 ruteni; 38 polonezi; 4 evrei; 8 armeni și 7 romi. Din punct de vederea lingvistic, populația avea următoarea strucutră: 1651 persoane au indicat în calitate de limbă maternă - româna; 1 persoană - limba maghiară, 92 persoane - limba rusă; 1 - limba ucraineană; 11 persoane - limba idiș; 4 persoane - limba poloneză și 3 persoane - limba armeană.
În perioada interbelică în satul Pîrlița activau 3 cârciumi, 4 băcănii, 4 treerătoare, 1 moară de vânt, Cooperativă agricolă „Principele Mihai” și Societatea cooperativă  de consum „Trudovic”. Deținători de terenuri și ahricultori erau  Loganovici C. având 75 ha., Loganovici P. - 75 ha., Loganovici Ștefan - 75 ha., Tevanov Nicolai - 100 ha.
În 1938, plasa Slobozia Bălți, din care făcea partea Pârliții de Sus, a fost schimbată în plasa Bălți din județul Bălți. La nivel național au fost organizate ținuturile, județul Bălți fiind inclus în ținutul Prut, cu reședința la Iași.

### Perioada sovietică
Conform datelor din 1974 s. Pârlița avea 2555 locuitori. La situația 01.06.2014 populația constituie conform recensământului din 2014 - 3507 cetățeni din ei femei-1797,bărbați-1710. 1143 gospodării, locuințe-1235 din ele neocupate-93.

### După independență
Persoane plecate peste hotare 520. 
Suprafața totală a satului e de 3189 ha.

## Administrație și politică
Componența Consiliului local Pîrlița (13 consilieri), ales la 5 noiembrie 2023, este următoarea:
|  | Partid                             | Consilieri | Componență | Componență | Componență | Componență | Componență | Componență | Componență | Componență |
|  | ---------------------------------- | ---------- | ---------- | ---------- | ---------- | ---------- | ---------- | ---------- | ---------- | ---------- |
|  | Partidul Social Democrat European  | 8          |            |            |            |            |            |            |            |            |
|  | Partidul Acțiune și Solidaritate   | 3          |            |            |            |            |            |            |            |            |
|  | Candidat independent TATIANA GRAUR | 1          |            |            |            |            |            |            |            |            |
|  | Partidul Nostru                    | 1          |            |            |            |            |            |            |            |            |

## Simboluri

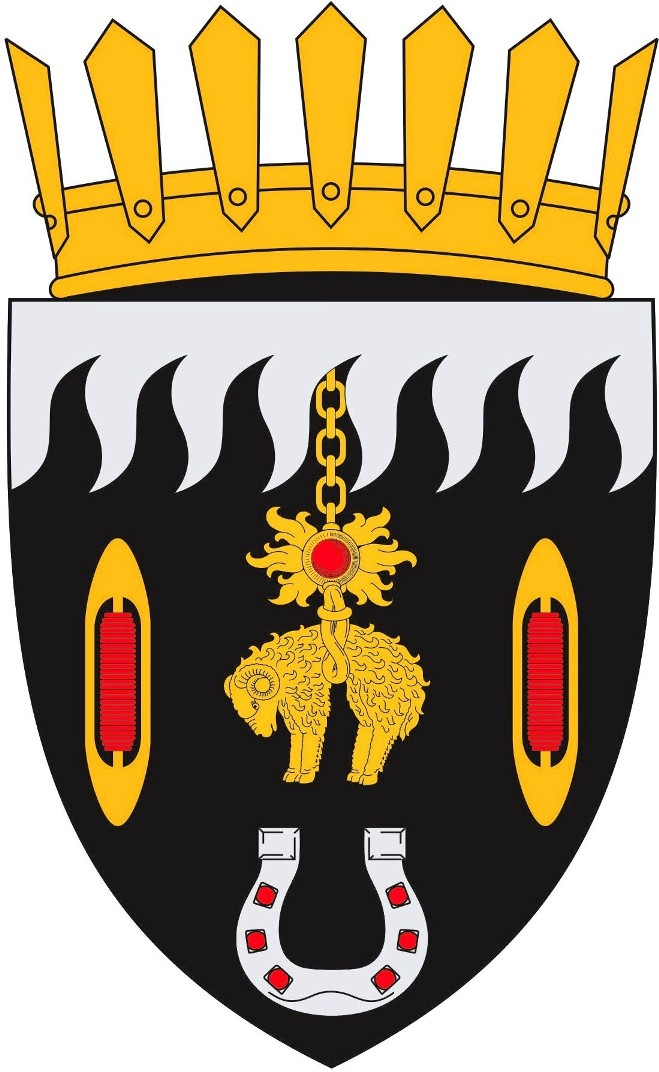
Stema aprobată în 2024

Stema: În câmp negru, însemnul Ordinului cavaleresc al Lânii de Aur (o pielicică de berbec, de aur, atârnată de o piatră de cremene, roșie și înconjurată de șase flăcări, de aur), suspendat de un lanț de aur ieșind din capul scutului, flancat de două suveici în pal, de aur și cu fir roșu, și asuprind o potcoavă de argint, bătută cu caiele de asemenea roșii. Capul scutului în flăcări, de argint. Scutul timbrat cu o coroană sătească de aur.
Drapelul reprezintă o pânză pătrată, tăiată în flăcări, alb și negru.

## Personalități
- Mihail Bumbac (12.12.1930) - profesor, pedagog, primul director al școlii locale.
- Mihail Ciocan (01.05.1943) - profesor director de școală, Eminent al învățământului public
- Zinaida Ciorap (Tarlapan) (26.08.1948) - medic obstetrician-ginecolog din Republica Moldova.
- Gheorghe Neagu (07.11.1956) - istoric, profesor de istorie și științe sociale, doctor în științe istorice, conferențiar universitar la Universitatea de Stat „Alecu Russo” din Bălți.